# Форт-Апачі (Аризона)
Форт-Апачі (англ. Fort Apache) — переписна місцевість (CDP) в США, в окрузі Навахо штату Аризона. Населення — 113 особи (2020).

## Географія
Форт-Апачі розташований за координатами 33°47′24″ пн. ш. 109°59′19″ зх. д. / 33.79000° пн. ш. 109.98861° зх. д. (33.790071, -109.988614). За даними Бюро перепису населення США в 2010 році переписна місцевість мала площу 2,98 км², з яких 2,95 км² — суходіл та 0,04 км² — водойми.

## Демографія
Згідно з переписом 2010 року, у переписній місцевості мешкали 143 особи в 46 домогосподарствах у складі 36 родин. Густота населення становила 48 осіб/км². Було 53 помешкання (18/км²).
Расовий склад населення:
| - 86,0 % — корінних американців - 9,8 % — білих |

До двох чи більше рас належало 3,5 %. Частка іспаномовних становила 14,0 % від усіх жителів.
За віковим діапазоном населення розподілялося таким чином: 25,9 % — особи молодші 18 років, 65,0 % — особи у віці 18—64 років, 9,1 % — особи у віці 65 років та старші. Медіана віку мешканця становила 39,3 року. На 100 осіб жіночої статі у переписній місцевості припадало 85,7 чоловіків; на 100 жінок у віці від 18 років та старших — 76,7 чоловіків також старших 18 років.
Середній дохід на одне домашнє господарство становив 80 526 доларів США (медіана — 110 250), а середній дохід на одну сім'ю — 80 526 доларів (медіана — 110 250). Медіана доходів становила 60 536 доларів для чоловіків та 35 250 доларів для жінок.
Цивільне працевлаштоване населення становило 76 осіб. Основні галузі зайнятості: освіта, охорона здоров'я та соціальна допомога — 59,2 %, публічна адміністрація — 21,1 %, роздрібна торгівля — 11,8 %, сільське господарство, лісництво, риболовля — 7,9 %.